# Szőlő-hegyi-eresz
A Szőlő-hegyi-eresz az egyik olyan homokkőbarlang, amely a Cserhát hegység K-i részén helyezkedik el.

## Leírás
Kishartyánban, a Szőlő-hegy kertekre néző meredek sziklafalában, kb. 250 m tszf. magasságban helyezkedik el a barlang. Felső oligocén (kattai) glaukonitos, agyagmárga padokkal tagolt homokkőben jött létre. A 12 m hosszú sziklaeresz a DNy-ra néző 7–10 m magas falban, a lejtőtörmelék tetejétől 2–4 m-es relatív magasságban van. Legmélyebb beöblösödése a DK-i végén van. Egyre kisebb lesz beöblösödése ÉNy felé. Magassága hasonlóan csökken 3 m-től 1,5 m-ig. Lépcsősen tagolják a sziklaereszt az ellenállóbb agyagmárga rétegek.
Az üreg a deflációs keletkezés klasszikus példája. Csak a szélverés (és talán a kimállás) hozta létre. Az ember munkájának nincs benne semmi nyoma. A száraz, napsütéses homokkősziklán nem látni jelét az élővilágnak. Megtekintéséhez nem kell segédeszköz, de óvatosan kell mozogni a meredek homokkőfalon. Gyakorlatlanoknak, vagy nagy társasággal érkezőknek ajánlott használni kötélbiztosítást. Genezisének tiszta formája adja a barlang jelentőségét.
1988-ban volt először Szőlő-hegyi-eresznek nevezve a barlang az irodalmában.

## Kutatástörténet
1988. augusztus 21-én Eszterhás István felmérte a barlangot, majd a felmérés alapján megrajzolta a barlang 1:100 méretarányú alaprajz térképét, 3 keresztmetszet térképét és helyszínrajzát. A felmérés szerint a barlang 250 m tszf. magasságban nyílik és 12 m hosszú. Az Alba Regia Barlangkutató Csoport 1988. évi évkönyvében lévő és Eszterhás István által írt Adatok a Cserhát nemkarsztos barlangjainak ismeretéhez című tanulmányban szó van arról, hogy a Szőlő-hegyi-eresz korábban publikálatlan üreg.
Terepbejáráskor találták meg Eszterhás Istvánék. Sóshartyán felől érkezve úgy látták mintha üreg lenne a kishartyáni Fő utca házsora mögött lévő meredek homokkőfalban. A kertek mögé kerülve tudták megközelíteni a homokkőfalat, amelyben megtalálták a barlangméretű ereszt. Földrajzi helyzete miatt lett a neve Szőlő-hegyi-eresz, amelyet Eszterhás Istvánék adtak neki. Az 5223-as barlangkataszteri területen helyezkedik el. A kéziratba bekerült az 1988-as térkép. Az évkönyvben látható egy fekete-fehér fénykép, amelyen megfigyelhető a Kishartyán feletti sziklaeresz. A fényképet Gönczöl Imre készítette.
Eszterhás István Magyarország nemkarsztos barlangjainak listája című, 1989-ben készült kéziratában az olvasható, hogy a Cserhát hegységben, az 5223-as barlangkataszteri területen, Kishartyánon lévő Szőlő-hegyi-eresz homokkőben alakult ki. A barlang 3×12 m alapterületű és 2 m magas. A Cserhát hegység nem karsztkőzetben keletkezett 9 barlangjának egyike. A listában meg van említve az a Magyarországon, nem karsztkőzetben kialakult, létrehozott 220 objektum (203 barlang és 17 mesterséges üreg), amelyek 1989. év végéig váltak ismertté. Magyarországon 21 barlang keletkezett homokkőben.
Az 1989-ben írt Kiegészítés a Cserhát nemkarsztos barlangjainak ismeretéhez című tanulmányban látható egy helyszínrajz, amelyen a Cserhát nemkarsztos barlangjainak földrajzi elhelyezkedése figyelhető meg. A rajzon látható a Szőlő-hegyi-eresz földrajzi elhelyezkedése. A tanulmányban szó van arról, hogy a Cserhát homokkőben keletkezett négy barlangjának egyike a 12 m hosszú és 3 m magas Szőlő-hegyi-eresz (Kishartyán).
Az Eszterhás István által írt Magyarország nemkarsztos barlangjainak lajstroma című, 1993-ban készült kéziratban meg van említve, hogy a Cserhát hegységben, az 5223-as barlangkataszteri területen, Kishartyánon helyezkedik el a Szőlő-hegyi-eresz. A barlang a Cserhát hegység nem karsztkőzetben kialakult 10 barlangja közül az egyik. A homokkőben keletkezett barlang 3×12 m² alapterületű és 2 m magas. A felsorolás szerint Kishartyán két barlangja közül az egyik. Az összeállításban fel van sorolva az a Magyarországon, nem karsztkőzetben kialakult, létrehozott 520 objektum (478 barlang és 42 mesterséges üreg), amelyek 1993 végéig ismertté váltak. Magyarországon 28 barlang, illetve mesterségesen létrehozott, barlangnak nevezett üreg alakult ki, lett kialakítva homokkőben.
Az 1994-ben megjelent Lychnis. Szemelvények a vulkáni kőzetekben keletkezett barlangok kutatásáról című kiadvány szerint a Magyarországon lévő olyan barlangok között, amelyek nem karsztosodó, üledékes kőzetben jöttek létre, az 1994. nyári állapot alapján a 10. leghosszabb a Szőlő-hegyi-eresz (Kishartyán). A barlang homokkőben keletkezett, 12 m hosszú és 2 m magas. Magyarországon 489, a Cserhát hegységben pedig 10 barlang található nem karsztkőzetben. Magyarországon 28 barlang alakult ki homokkőben. A 2001. november 12-én készült Magyarország nemkarsztos barlangjainak irodalomjegyzéke című kézirat barlangnévmutatójában szerepel a Szőlő-hegyi-eresz. A barlangnévmutatóban fel van sorolva 5 irodalmi mű, amelyek foglalkoznak a barlanggal.